# Мачавариани, Михаил Лукич
Михаил Лукич (Сергеевич) Мачавариани (20 марта (1 апреля) 1888, Кутаис, Российская империя — не ранее 1969, Кутаиси, СССР) — военный лётчик Русской императорской армии, армии Грузии и РККА; участник Первой мировой войны; кавалер ордена Святого Георгия 4-й степени и Георгиевского оружия.

## Биография
Михаил Мачавариани родился 20 марта 1888 года в Кутаисе в дворянской офицерской семье. Обучался в Варшаве в Суворовском кадетском корпусе, после окончания которого в 1907 году поступил в Константиновское артиллерийское училище. 6 августа 1910 года выпущен из училища в 39-ю артиллерийскую бригаду с производством из портупей-юнкеров в подпоручики (со старшинством с 15 июня 1908 года). 31 августа 1912 года произведён в поручики (со старшинством с 15 июня 1912 года).
С 19 сентября по 1 декабря 1913 года прошёл обучение на курсе лётчиков-наблюдателей при Карсском крепостном авиационном отряде. С января 1914 года обучался в авиационном отделе Офицерской воздухоплавательной школы в Гатчине. 22 июля 1914 года направлен в 10-й корпусной авиационный отряд, 31 июля 1914 года получил звание военного лётчика. Высочайшим приказом 2 апреля 1915 года «за окончание по 1-му разряду авиационного отдела» награждён орденом Святого Станислава 3-й степени (со старшинством с 17 февраля 1915 года).
В 1915 году прошёл обучение в Офицерской школе авиации в Севастополе. 7 июня 1915 года переведён в Особый авиационный отряд для охраны Императорской резиденции. Приказом по 10-й армии 6 ноября 1915 года № 1293, утверждённым высочайшим приказом 19 августа 1916 года, «за отличия в делах против неприятеля» награждён орденом Святой Анны 3-й степени с мечами и бантом.
6 января 1916 года назначен во 2-й Кавказский авиационный отряд младшим офицером. С 23 февраля заведовал технической частью и автомобилями отряда, а с 3 марта 1916 года командовал отделением этого отряда. Высочайшим приказом 22 апреля 1916 года «за отлично-усердную службу и особые труды, понесенные по обстоятельствам, вызванным войной» награждён орденом Святого Станислава 2-й степени (со старшинством с 6 декабря 1915 года).
25 июля 1916 года назначен временно исправляющим должность командира 2-го Кавказского авиационного отряда. 4 августа 1916 года произведён в штабс-капитаны (со старшинством с 15 июня 1916 года) и 27 ноября того же года утверждён в должности командира отряда.
«За отличия в делах против неприятеля» приказом Кавказскому фронту 26 мая 1917 года № 43 награждён орденом Святой Анны 4-й степени с надписью «За храбрость», приказом Кавказскому фронту 2 июня 1917 года № 48 — орденом Святого Владимира 4-й степени с мечами и бантом.
Приказом Временного правительства армии и флоту 31 мая 1917 года награждён Георгиевским оружием:
За то, что, в чине поручика, состоя военным летчиком названного отряда, получив приказание штаба, совершил ряд воздушных разведок, в период с 3 мая по 3 июля 1916 г., глубокого тыла противника Мемахатунского района, причем разведка 8 июня 1916 г. была выполнена при исключительно неблагоприятных условиях, с неисправным мотором, на высоте 600—650 метров над турецкими расположением, подвергаясь сильному, как артиллерийскому, так и ружейному обстрелу неприятеля; при этом доставил крайне выдающиеся и крайне важные сведения.
В одном из воздушных боёв сбил турецкий самолёт лётчика унтер-офицера Веджихи Вегама, за что приказом Кавказскому фронту 27 марта 1918 года № 61 награждён орденом Святого Георгия 4-й степени:
За то, что в бою 25-го сентября 1917 года, получив уведомление о том, что к Эрзинджану летит турецкий аэроплан, вылетел ему навстречу, вступил с ним в бой и сбил его. Турецкий самолет, вооруженный двумя пулеметами, выпустив по самолету штабс-капитана Мачавариани около 500 выстрелов, был им подбит и объятый пламенем упал в окрестностях г. Эрзинджана.
После 1918 года проживал в Грузии, к 1921 году командовал авиацией Грузинской Демократической Республики. После установления советской власти в Грузии в 1921 году поступил на службу в Грузинскую Красную армию. 1 мая 1921 года назначен командиром Авиационного дивизиона Грузинской Красной армии, а 1 декабря 1921 года — начальником Отдела технического снабжения Воздушного флота Грузинской Красной армии. 8 октября 1922 года назначен командующим Авиационным дивизионом Грузинской ССР.
С 1 декабря 1923 года являлся начальником Постоянных авиационных мастерских РККВВФ. С 19 мая 1924 года исполнял должность командира 47-го отдельного разведывательного отряда. В феврале 1925 года назначен командиром 7-го отдельного разведывательного отряда ВВС РККА, а 10 декабря 1926 года — 44-го отдельного авиационного отряда ВВС РККА.
С октября 1927 года преподавал во 2-й Военной школе лётчиков им. Осоавиахима СССР. 6 апреля 1928 года «по болезни» уволен в запас РККА. Проживал в Кутаиси.
В 1969 году вышла книга авторства Мачавариани — «Глаза — на юг» с воспоминаниями автора о боевой жизни в годы Первой мировой и гражданской войн.